# Hügelsheim
Hügelsheim es un municipio alemán perteneciente al distrito de Rastatt, en el Estado federado de Baden-Wurtemberg. Tiene una población estimada, a fines de 2020, de 5.083 habitantes.

## Hermanamientos
Municipios hermanados son:
- Cold Lake, Canadá, desde 2002
- Cartoceto, Italia, desde 2000